# Скаты (село)
Скаты — село в Белозерском районе Курганской области. Административный центр Скатинского сельсовета.

## История
До 1917 года входило в состав Мендерской волости Курганского уезда Тобольской губернии. По данным на 1926 год состояло из 260 хозяйств. В административном отношении являлось центром Скатинского сельсовета Белозерского района Курганского округа Уральской области.

## Население
| 1912 | 1926  | 1989 | 2002 | 2010 |
| ---- | ----- | ---- | ---- | ---- |
| 1021 | ↗1072 | ↘386 | ↘380 | ↘346 |

По данным переписи 1926 года в деревне проживало 1072 человека (498 мужчин и 574 женщины), в том числе: русские составляли 100 % населения.